# 辐射：小马国角色列表
《辐射：小马国》（英語：Fallout: Equestria）是由Kkat创作的跨界同人小说，这部作品将《我的小马驹：友谊就是魔法》与《異塵餘生》系列结合。该作品的主要角色为小说情节发展和主题表达的重要组成部分，以下列出小说中的主要角色及其概述。

## 主要角色

### 小皮（Littlepip）
小皮是小说的主角，一名灰色独角兽，出生于二号避难厩，从事哔哔小马技术维护。她在追随偶像薇薇莱米的途中被迫面对外界残酷的废土环境，并逐渐成长为充满勇气的英雄人物。小皮的主要装备包括避难厩制服与哔哔小马，她的旅程象征了希望与友谊的力量。

### 薇薇莱米（Velvet Remedy）
薇薇莱米是一只黑色独角兽，以甜美的嗓音和医疗技能著称。作为团队中理智和同情心的代表，她的存在平衡了废土中的黑暗与暴力。薇薇的离开成为小皮冒险的起点，其坚定的信念也激励了其他角色的成长。

### 灾厄（Calamity）
一只橙色飞马，擅长飞行与枪械作战，具备非凡的机械才能。灾厄因拒绝天马社会的规定被流放，却在废土中找到了价值。他是小皮团队的核心战斗力，代表着忠诚与行动。

### 敬心（Homage）
敬心是废土中的传奇广播员，通过“DJ-Pon3”的身份揭露真相与传播希望。她与小皮之间的发展不仅展示了对情感的探索，也进一步凸显了作品“友谊不会改变”的主题。

### 铁蹄（SteelHooves）
铁蹄是一只陆马，原皇家护卫队成员，被困于重型战斗装甲中。他沉默寡言，却展现了极高的忠诚与毅力。他的故事深刻探索了战争的代价与记忆的重负。

### 泽妮斯（Xenith）
泽妮斯是一名斑马，精通药剂与格斗。她以坚韧与智慧为团队提供支持，并在追求自由的过程中体现了宽容与文化和解的重要性。

## 次要角色

### 萍琪贝儿（Silver Bell）
一只年轻的雌驹，她的生活因废土的残酷而破碎，但她的单纯和创造力仍然让团队保持希望与人性。她的故事提供了对废土生活影响的深刻思考。

### 小呆（Ditzy Doo）
一只善良的尸鬼飞马，经营“任何东西快递”。尽管身处危险的废土，她始终保持友善，象征着正直和韧性。

### 葛瓦德（Gawdynae）
一位强大的雌性狮鹫佣兵，严厉且重视荣誉。作为新苹果鲁萨的领导者，她展现了废土社会中的秩序与矛盾。

### 守望者（Watcher）
一位通过机器精灵观察废土的小马，他的神秘身份和智慧在小皮的旅程中提供了关键指导。

### 红眼（Red Eye）
红眼是废土中一名雄心勃勃的领袖，同时也是小说中最复杂的反派之一。他试图通过奴隶劳动与战争建立自己的新秩序，但其极端方法引发了广泛争议，象征了以暴制暴的危险性。

### 玩具大师（Puppeteer）
一只善于操纵生化魔法的独角兽，是对荒原中畸形科技使用的一种讽刺。他的科技与哔哔小马的理念形成鲜明对比，为人性在技术掌控中的迷失提供了思考。

### 绮丽月色（Moondancer）
一位传奇的幸存者，曾是战争爆发前的重要科学家，与暮光闪闪关系密切。尽管她几乎消失在废土的时间线上，但她对神秘科学和记忆魔法的研究仍对情节产生了深远影响。

### 黄金辇车（Golden Cart）
黄金辇车是一名智勇双全的掠夺者领袖，她冷血果断，却在对其团队成员时表现出令人意外的仁慈。她的角色展示了废土社会中道德与生存需求的复杂关系。

### 鬼魅刀锋（Phantom Edge）
一名潜行与暗杀高手，活动在马哈顿废墟。尽管没有明确的盟友关系，他多次帮助小皮团队脱困，象征了废土中孤狼型角色的独立性与危险性。

### 莱丝汀（Restin）
曾是一名忠诚于避难厩科技（Stable-Tec）的工程师，后在废土中利用其技术为避难者建立了安全的居所。他代表了科学和技术的善意使用所带来的可能性。

### 惊恐安息（Dread Quietus）
一名废土中的吟游诗马，以颂扬废土英雄的歌声传递希望，揭露恶行。他的存在提醒听众，文化和艺术在荒原中的生存与复兴仍有其不可或缺的价值。

### 追踪爪（Tracker Claw）
追踪爪是一只绿色死亡爪（Deathclaw），因意外拥有了智慧与语言能力。他以孤狼的姿态游荡在废土中，与小皮团队偶遇后，提供了关键的帮助。他的存在不仅突显了废土的危险性，还让人思考智慧与暴力在生存中的冲突与平衡。

### 洗白心灵（Cleanse Mind）
洗白心灵是一位流浪的精神导师，她以特殊的心灵感应魔法帮助废土中痛苦的小马释怀内心的伤痛。她的故事线展示了废土中情感治愈和心理重建的重要性，体现了希望与和解的力量。

### 棱光余辉（Prismatic Glimmer）
棱光余辉是一个神秘的独角兽，以修复魔法和设计古代护符著称。在废土中，她的任务是收集散落的古代文物，但常常被红眼的部队追捕。她的经历突显了知识保存与战争掠夺之间的对立。

### 烈焰（Blaze）
烈焰是一只桀骜不驯的火凤凰，是薇薇莱米的长期伙伴，为团队提供侦查和战斗支持。这只不死鸟象征了涅槃与希望，其忠诚和勇敢给团队带来了更多可能性。

### 检视者（Overlook）
避难厩科技第9号避难厩的监督官（Overmare），她通过严格控制资源分配来维持避难厩的运转。在遭遇危机时，她展现出难得的同情心，但也无法完全摆脱固有的官僚体系。她的故事反映了避难厩中微妙的社会秩序。

### 机械天马（Mecha Pegasus）
一个复仇驱动的半机械化飞马，身体大部分由废旧机械制成。他的目的是清除废土中的“邪恶”，但他的机械身份也逐渐摧毁了他的情感。他的故事探索了身份与自我之间的矛盾。

### 曙光阴影（Dawn Shadow）
曙光阴影曾是战前和平部的高级官员，因内疚而隐居在废土边缘。她向小皮揭露了许多战前政府的秘密，提供了对过去时代的深刻洞察，是废土中稀少的“过去与未来的桥梁”。

### 黯灭怒号（Void Howl）
黯灭怒号是一只感染变异辐射病的野性鬃狼，因其异常智慧被一些掠夺者部落视为守护神。但它其实只是保护自己的领地，与团队交锋后产生复杂关系。

### 净空火焰（Clear Blaze）
净空火焰是一个试图重新开辟蓝天的地马科学家，研究清除辐射云层的方法。尽管她的实验被许多组织视为浪费资源，她的努力展现了废土中对未来的无尽追求。

### 银焰圣骑（Silver Flame Paladin）
银焰圣骑是铁骑卫军的一员，因拒绝执行过于残忍的命令被驱逐。她与小皮的相遇促使她重新评估自己的信仰，并在废土中寻找新的正义方式。